# Discoelius wangi
Discoelius wangi är en stekelart som beskrevs av Sk. Yamane 1997. Discoelius wangi ingår i släktet tapetserargetingar, och familjen Eumenidae. Inga underarter finns listade i Catalogue of Life.